# Wojciech Marchwica
 Wojciech Marchwica (ur. 23 czerwca 1966 w Rzeszowie) – generał dywizji Wojska Polskiego, były dowódca 6 Brygady Powietrznodesantowej i Komponentu Wojsk Specjalnych, od 22 czerwca 2020 szef sztabu Dowództwa Operacyjnego Rodzajów Sił Zbrojnych.

## Życiorys
Wojciech Marchwica urodził się w 1966 w Rzeszowie. W 1986 podjął studia w Wyższej Szkole Oficerskiej Wojsk Zmechanizowanych we Wrocławiu. W 1990 był promowany na podporucznika i objął stanowisko dowódcy plutonu rozpoznawczego, następnie dowódcy kompanii rozpoznawczej w 5 pułku strzelców podhalańskich w Krakowie. W tym okresie trzykrotnie odbył kurs przeszkolenia specjalistycznego w Ośrodku Szkolenia Piechoty Górskiej i 27 Dywizji Alpejskiej Sił Zbrojnych Francji w Grenoble. W 1993 został dowódcą 21 kompanii rozpoznawczej w 21 Brygadzie Strzelców Podhalańskich, a następnie oficerem sekcji rozpoznawczej w tej Brygadzie. W latach 1995–1998 studiował w Akademii Obrony Narodowej po ukończeniu której, został szefem sekcji rozpoznawczej w 21BSP. W 2002 został wyznaczony na stanowisko dowódcy Polsko-Ukraińskiego Batalionu Sił Pokojowych w Przemyślu, z którym w tym samym roku wyjechał do Kosowa, gdzie był dowódcą Polskiego Kontyngentu Wojskowego KFOR. W 2003 był awansowany na stopień podpułkownika.
W 2005 był w ramach V zmiany Polskiego Kontyngentu Wojskowego w Iraku, na stanowisku dowódcy 1 Batalionowej Grupy Bojowej. W 2006 objął stanowisko szefa sztabu 21 Brygady Strzelców Podhalańskich. W 2009 ukończył Wyższy Kurs Operacyjno-Strategiczny, a w 2010 ukończył Podyplomowe Studia Operacyjno-Strategiczne w Akademii Obrony Narodowej. 1 października 2010 powierzono mu stanowisko zastępcy dowódcy 21 BSP z jednoczesnym mianowaniem na stopień pułkownika. Zastępcą dowódcy był do 23 sierpnia 2013. W tym samym roku został skierowany do Chińskiej Republiki Ludowej, gdzie studiował do 2014 na Podyplomowych Studiach Polityki Obronnej w Narodowym Uniwersytecie Obrony w Pekinie. W 2014 objął obowiązki szefa Dyżurnej Służby Operacyjnej – zastępcy szefa Połączonego Centrum Operacyjnego w Dowództwie Generalnym Rodzajów Sił Zbrojnych. Od 4 grudnia 2014 do 13 czerwca 2015 pełnił służbę w Polskim Kontyngencie Wojskowym w Afganistanie, podczas I zmiany jako dowódca misji szkoleniowej Resolute Support Mission. Po zakończeniu misji, powrócił do DG RSZ na stanowisko szefa Oddziału Szkolenia.
10 listopada 2015 został skierowany do Krakowa na stanowisko dowódcy 6 Brygady Powietrznodesantowej, na którym pozostawał do 2 maja 2016. W maju 2016 został skierowany do Warszawy, gdzie objął stanowisko szefa Zarządu Wojsk Aeromobilnych i Zmotoryzowanych w Dowództwie Generalnym Rodzajów Sił Zbrojnych. 15 sierpnia 2016 prezydent RP Andrzej Duda mianował go na stopień generała brygady. Następnie objął obowiązki Inspektora Wojsk Specjalnych w DG RSZ. W 2017 został wyznaczony na stanowisko dowódcy Komponentu Wojsk Specjalnych. W tym samym roku ukończył kurs (Generals Flag Officer’s and Ambassador’s Course) w Akademii Obrony NATO (ang. NATO Defense College) w Rzymie. Od 1 października 2018 był w rezerwie kadrowej MON wykonując zadania w Dowództwie Operacyjnym Rodzajów Sił Zbrojnych. 22 czerwca 2020 skierowany został na stanowisko szefa sztabu Dowództwa Operacyjnego Rodzajów Sił Zbrojnych. 10 listopada 2022 prezydent RP Andrzej Duda mianował go na stopień generała dywizji.

## Awanse[3][5][15]
- podporucznik – 1990[16]
- porucznik – 1992[17]
- kapitan – 1996[18]
- major – 2001[19]
- podpułkownik – 2003[20]
- pułkownik – 2010[21]
- generał brygady – 2016[22]
- generał dywizji – 2022[23]

## Ordery, odznaczenia i wyróżnienia[5]
- Krzyż Zasługi za "Dzielność"
- Srebrny Krzyż Zasługi[24]
- Wojskowy Krzyż Zasługi z Mieczami[25]
- Srebrny Medal za Długoletnią Służbę[26]
- Złoty Medal „Za zasługi dla obronności kraju”[27]
- Srebrny Medal „Siły Zbrojne w Służbie Ojczyzny”[28]
- Buzdygan Honorowy[29]
- Gwiazda Afganistanu[30]
- Gwiazda Iraku[31]
- Bronze Star[potrzebny przypis]
- Medal KFOR[potrzebny przypis]
- Medal ISAF[potrzebny przypis]
- Odznaka tytułu honorowego Zasłużony Żołnierz RP - II stopnia[32]
- Medal Stulecia Odzyskanej Niepodległości[33]
- Odznaka Skoczka Spadochronowego Wojsk Powietrznodesantowych – 1988
- Francuska Odznaka Narciarza Wojskowego[potrzebny przypis]
- Odznaka pamiątkowa Polsko-Ukraińskiego Batalionu Sił Pokojowych – 2002, ex officio
- Odznaka pamiątkowa 6 Brygady Powietrznodesantowej – 2015, ex officio
- Odznaka pamiątkowa Dowództwa Komponentu Wojsk Specjalnych – 2017, ex officio
- Złoty Krzyż Biskupa Polowego Deo et Patriae – 2024[34]